# عمارة مغول الهند
عمارة مغول الهند هي طُرز معماريه طَورها مغول الهند في القرن السادس عشر والسابع عشر والثامن عشر على مدى التغيرات التي حدثت في إمبراطوريتهم في القرون الوسطى بالهند.
كانت مزيج بين العمارة الإسلامية والفارسية والهندية. وكانت المباني المغولية موحده ولها نفس النمط المميز بما فيها من قباب دائرية الشكل، المآذن الرفيعة في الزوايا، الغرف الكبيرة والزخرفة الدقيقة .
أمثلة عدة على ذلك الطراز توجد في الهند وأفغانستان وبنغلاديش وباكستان.
تأسس حكم مغول الهند بعد ما انتصر ظهير الدين بابر في معركة باني بت في عام 1526. خلال حكمه الخامس، تولى ظهير الدين بابر اهتماما كبيرًا في تشييد المباني رغم قلتها آن ذاك.
بنى حفيده جلال الدين أكبر مباني على نطاق واسع، وتطور طراز ونمط المباني بنشاط في فترة حكمه.
ومن إنجازاته: مقبرة همايون لوالده، وقلعة أغرا التي كانت حُصن لمدينة فاتحبور سيكري ،وبلند رزوانه.
كما تولى ابنه جانكهير بناء حدائق شاليمار في لاهور. بلغت العمارة المغولية ذروتها في عهد شاه جهان الذي شيد المسجد الجامع وقلعة لال وحدائق شالميار في لاهور وكثير من معالم المغول ومن بينها تاج محل.
كما بنى ابنه أورانجزيب العديد من المباني مثل مسجد بادشاهي (المسجد الملكي) في لاهور. وصادف عهد أورانجزيب انحدار العمارة المغولية والإمبراطوية بأكملها.[بحاجة لمصدر]

## قلعة أغرا
هو موقع تراثي عالمي. بنى جلال الدين أكبر الجزء الأكبر من قلعة أغرا خلال 1565 و1574 م. وتشير عِمارة القلعة إلى استنساخ واضح لتصاميم وانشاءات راجبوت.
أحد أهم المباني في القلعة: جهانكيري محل الذي بُني من أجل جهانكير وعائلته، وهو بناء كبير يثير الإعجاب ويوجد به فناء كبير مُحاط بطابق مزدوج وغرف وقاعات. وأيضاً من المباني المهمة: مسجد مووتي وبازار مينا (السوق الكبير)

## ضريح همايون
بعد مُضي 14 سنة على وفاة همايون، شيدت أرملته حمدية بانو ضريحه في دلهي. يقع ضريح همايون في وسط ساحة مُحاط بالحدائق المغولية المثالية في منطقة فاتحبور سيكري. ويقال أنه أول مشروع مُكتمل في العِمارة المغولية.

## بولاند دروازة
وتُعرف بالبوابة العظيمة. بناها جلال الدين أكبر في عام 1576م في منطقة فاتحبور سيكري. وقد أمر جلال الدين أكبر بتشييد هذه البوابة احتفالاً بذكرى نصره على غوجارات والدكن. تبلغ 40 متراً ارتفاعاً و50 متراً من تحت الأرض. أي أن مجموع ارتفاعها كلياً يبلغ 54 متراً من مستوى الأرض. صُنعت بولاند دروازة من الحجر الرملي الأحمر والبرتقالي. وزُينت ورُصعت بالرخام الأسود والأبيض. يوجد بواجهة البوابة نقش يرجع إلى معتقد مسيحي (نصيحة من عيسى عليه السلام) وهذا يُظهر اهتمام جلال الدين أكبر بأمور الدين.

## تاج محل
هو موقع تراث عالمي، والمعروف أيضا بدمعة على خد الزمن نسبة للكاتب روبندرونات طاغور. بنى الإمبراطور شاه جهان تاج محل في عام 1630-1648 تخليداً لذكرى زوجته ممتاز محل. استغرقت عِمارتها 22 سنة وتطلبت 22,000 عامل و1000 فيل. بُنيت بالكامل من الرخام الأبيض وكلفت 32 مليون روبيه تقريباً وهي واحدة من عجائب الدنيا السبع.

## جانكهير
اختفت ملامح العِمارة المغولية في عهده. كان مسجده العظيم في لاهبور بطراز فارسي وكان مُغطى ببلاط المينا. ضريح إيتموند أود دوالها في اغرا الذي اكتمل عام 1628م، بنُي بالكامل من الرخام الأبيض ومُغطى بالأحجار الكريمة. شيد جانكهير حدائق شالميار ونيشات باغ والأجنحة التي بجانب شاطئ بحيرة دال في كشمير. كما شيد أيضاً نصب تذكاري لغزاله الأليف والمُسمى هيران منار والتي تعني «برج الرنة» في مدينة شيخبورا . وبسبب حبه العظيم لزوجته أمر ببناء ضريحاً لها بعد وفاتها في لاهور

## الحدائق المغولية
هي مجموعة من الحدائق شيدها المغوليين بطراز إسلامي معماري. تأثر الطراز تأثراً قوياً بالحدائق الفارسية والتيمورية. صُممت بخطوط مستقيمه ومُحاطة بسياج مسور. بعض المميزات الموجودة داخل الحدائق تشمل برك السباحة والنوافير والقنوات. أشهر الحدائق: حدائق شار باغ في تاج محل، وحدائق شاليمار في لاهور ودلهي وكشمير، وكذلك بنجور في هاريانا.